# التنظيم الدولي للإخوان المسلمين

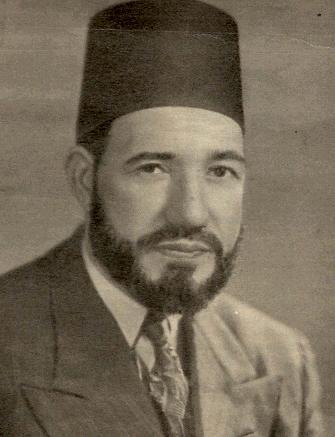
حسن البنا مؤسس الجماعة ومرشدها الأول.

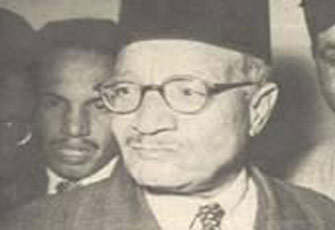
حسن الهضيبي المرشد الثاني للإخوان الذي حكم عليه بالسجن المؤبد.

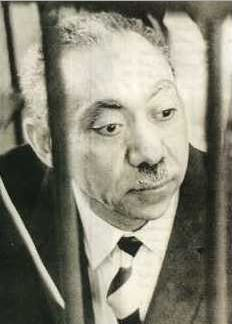
سيد قطب قبل إعدامه في السجون المصرية.

التنظيم الدولي للإخوان المسلمين هو تنظيم مقره بريطانيا نشأ في بدايتهِ مكتبًا أو مجلسًا تنفيذيًّا لجماعة الإخوان المسلمين يضم في عضويته أفرع الجماعة في الدول العربية والأجنبية في عهد الإمام المرشد الأول للجماعة حسن البنا، توقَّف نشاط المكتب بعد تولِّي الرئيس المصري جمال عبد الناصر الحكم في مصر ونزاعاته مع الإخوان وحله للجماعة في عام 1954 م ، واعتقال الكثير منها وإعدام العديد من قياداتها ومنهم الشيخ محمد فرغلي، والقاضي عبد القادر عودة، وحكم بالإعدام على المرشد الثاني الإمام حسن الهضيبي، الذي خفَّف حكمه إلى السجن المؤبد، وتعرَّض الإخوان لمواجهة أخرى في عهد عبد الناصر أيضاً عام 1965 م، أدَّت لاعتقال الآلاف من تنظيم الإخوان في مصر، وإعدام العديد منهم وكان من أبرزهم سيد قطب، إثر ذلك فكَّر الإخوان خارج مصر في إحياء المكتب التنفيذي القديم، إذ أنَّ حركة الإخوان ليست مجرد جماعة مصرية، بل هي حركة إسلامية عالمية، وإن كانت مصرية النشأة.
وبدأت لقاءات إعادة إحياء التنظيم في بدايتها في بحث شئون الدعوة، إلى أن أخذت هذه اللقاءات منحى تنظيمي حيث يحضر عن كل بلد فيها عضو ممثلًا للدعوة فيها، وكانت تجري هذه اللقاءات في عدة مدن مثل مكة المكرمة والمدينة المنورة وإسطنبول وبيروت، وعمّٕان وبعض الدول الأوروبية.
وعُدِّلت اللائحة الخاصة بالتنظيم لتناسب الوضع الجديد ومن أهم ما اتجه إليهِ الإخوان في اللائحة الجديدة، هو اختيار المرشد العام للجماعة، والذي يختاره هو مجلس الشورى العام المختار من جميع الأقطار، ويجب أن يختار لمدة محدودة، وليس لمدى الحياة. وأيضاً عدَّلت صيغة القسم التي يقسم فيها العضو على الالتزام بمنهج الإخوان، والسمع والطاعة للقيادة في غير معصية. إلى (صيغة عهد) لا صيغة قسم، فالشخص يتعهد بدل أن يقسم. ولقد كانت صيغة البيعة للمرشد العام، عُدُّلت إلى بيعة مطلقة، على العمل بكتاب الله وسنة رسول الله، ونصرة الدعوة إلى الإسلام.
وظل هذا المجلس في التوسع إلى أن سمِّي باسم التنظيم العالمي للإخوان المسلمين
إلا أنَّ يوسف ندا رجل الأعمال والذي يشغل منصب «مفوض العلاقات الخارجية للإخوان المسلمين» أكَّد في مقابلة تلفازية مع بي بي سي العربية بُثَّت في أكتوبر 2009 أنَّه لا وجود لما يسمَّى بالتنظيم الدولي للإخوان المسلمين واصفاً هذا التنظيم بأنَّه «إشاعة صدَّقها الكثير من الإخوان».

## الدول التي تنشط فيها الجماعة

### فلسطين
تعتبر حركة حماس الفلسطينية هي امتداد لجماعة الإخوان المسلمين التي نشأت في فلسطين منذ أوائل عقد الأربعينيات من القرن العشرين. وقد شارك «الإخوان» الفلسطينيون بقوة في حرب 1948، وكانت لهم أدوار مشهودة في يافا والقدس وغزة وغيرها. فاكتسبوا شعبية كبيرة واحتراماً في أوساط الشعب الفلسطيني. وفي عام 1987 أسس الشيخ أحمد ياسين حركة المقاومة الإسلامية (حماس) والتي ارتبطت فكريا بجماعة الإخوان المسلمين.
عام 2012، زار رئيس الحركة إسماعيل هنية الرئيس المصري الراحل محمد مرسي في القاهرة وتباحثا حول رفع الحصار عن غزة والذي فرضه الرئيس السابق حسني مبارك عام 2007.
بعد الانقلاب العسكري عام 2013 وعزل الرئيس مرسي، أعلنت حركة حماس برئاسة هنية رفضها قرار الحكومة المصرية آنذاك اعتبار جماعة الإخوان المسلمين منظمة «إرهابية».
كما ترتبط حركة الجهاد الإسلامي الفلسطينية فكريا بجماعة الإخوان المسلمين فقال مؤسسها والأمين العام لها رمضان شلح «نحن كجهاد اسلامي مع حماس خرجنا من مشكاة واحدة من رحم الحركة الإسلامية السنية الوسطية التي أسسها الامام الشهيد حسن البنا»
سوريا
تبنّت الطليعة المقاتلة (الذراع العسكرية لجماعة الاخوان) العديد من الهجمات المسلحة على الحكومة السورية في عهد الرئيس حافظ الأسد
بدوره قمعها بقوة في مدينة حماة مما تسبب بمجزرة حماة

### الأردن

عبد اللطيف أبو قورة وسط جوالة الاخوان في فلسطين.

أنشأ عبد اللطيف أبو قورة جماعة الإخوان المسلمين في الأردن عام 1945 بالتنسيق مع جماعة الإخوان المسلمين في مصر عبر اندماج مجموعتين منفصلتين تمثلان المكونين من الشعب الأردني: شرق الأردن والضفة الغربية الفلسطينية. في 9 نوفمبر 1945، تم تسجيل جمعية الإخوان المسلمين رسميًا وأصبح أبو قورة أول مشرف عام لها. حيث كانت الجماعة في تلك الفترة تعيش مداً جماهيرياً، بسبب مواقفها وجهادها في قضية فلسطين والقضايا التحررية في العالم العربي، وكان التأسيس بمبادرة عبد اللطيف أبو قورة، الذي اتصل بالمرشد العام حسن البنا، وتعرف على الجماعة وكان عضواً في الهيئة التأسيسية في مصر، ومن أهم أعمال الجماعة في هذه الفترة: إقامة الندوات والمحاضرات والاحتفالات الإسلامية والدعوة إلى الخير والأمر بالمعروف والنهي عن المنكر، كما ساهمت ممثلة بشخص قائدها عبد اللطيف أبو قورة، في إنشاء الكلية العلمية الإسلامية في عمان، والمشاركة كذلك في رابطة العالم الإسلامي، والمؤتمر الإسلامي، ولجنة نصرة الجزائر، والمؤتمر الإسلامي لـبيت المقدس، وغيرها وشارك الإخوان في حرب فلسطين عام 1948م بسرية أبو عبيدة عامر بن الجراح، وكان مقرها في قرية عين كارم، حيث كان قوامها 120 رجلاً وبقيادة عبد اللطيف أبو قورة، واستشهد عدد منهم، من بينهم الشهيد سالم المبسلط، والشهيد بشير سلطان. وفي عام 1954 أصدرت الجماعة بياناً حددت فيه سياستها بالخطوط العريضة التالية:
- الأردن جزء لا يتجزأ من العالم الإسلامي.
- الحكم بشريعة الله هو مطلب الإخوان وغايتهم في هذه الدنيا.
- قضية فلسطين قضية إسلامية، ولا بد أن تحشد لها جميع الإمكانات المادية والمعنوية لتحريرها من اليهودية العالمية والصليبية الدولية.

شعار الإخوان المسلمون

وفي عام 1954، احتج الإخوان على وجود ضباط إنجليز في الجيش العربي؛ وطالبوا بترحيلهم. ونظموا عددا من الفعاليات والمظاهرات المعادية للاستعمار. كما هاجموا حلف بغداد، وعلى إثر هذا الهجوم اعتقل المراقب العام عام 1955. كما عارضوا مبدأ الرئيس الأمريكي دوايت آيزنهاور عام 1957، وهو المبدأ المعروف بمبدأ ملء الفراغ في الشرق الأوسط. ونظموا مظاهرات احتجاجية على أثر استدعاء قوات بريطانية عام 1958، ما أدى لاعتقال المراقب العام مرة أخرى عام 1958، وكان آنذاك عضواً في البرلمان الأردني.
شارك الإخوان في الانتخابات النيابية عام 1956، ونجح لهم أربعة مرشحين من ستة، ووقفوا ضد الفساد الذي كانت تمارسه الحكومة، ومنه إقامة حفل راقص على الجليد في عمان، وذلك عام 1960، حيث اعتقل عدد من أفراد الجماعة، وعلى رأسهم المراقب العام الذي بقي في السجن مدة ستة أسهر.
كما شارك الإخوان في الانتخابات النيابية عام 1963، ونجح لهم مرشحان. وأنشأ فرع الأردن بالتعاون مع مجموعة من الشخصيات الإسلامية والعامة جمعية المركز الإسلامي الخيرية، التي أصبح لها فروع في مختلف مدن المملكة، وأنشأت المستشفى الإسلامي في عمان والعقبة وعدة مدارس ومعاهد.
وقد شهدت هذه الفترة انحساراً في المد الإسلامي، في مقابل المد اليساري والقومي.وقد شارك الإخوان المسلمون في العمل الفدائي ضد إسرائيل من خلال حركة فتح، حيث أقاموا ثلاثة معسكرات، ونفذوا مجموعة من العمليات الناجحة ضد أهداف إسرائيلية. وقد عمل في هذه المعسكرات حوالي 180 مجاهداً متفرغا، بالإضافة إلى العديد من المتطوعين على فترات متقطعة. كما استشهد عدد من هؤلاء المجاهدين في هذه الفترة، وهم: صلاح حسن (مصر)، مهدي الأدلبي (سوريا)، رضوان كريشان (الأردن)، محمد سعيد باعباد (اليمن)، إبراهيم عاشور (فلسطين)، رضوان بلعا (سوريا)، محمود برقاوي (الأردن)، صلاح الدين المقدسي (فلسطين)، زهير سعدو (سوريا)، نصر العيسى (سوريا)، سليم المومني (الأردن)، يعقوب عيسى (سوريا). وفي عام 1970 وقف الإخوان موقفاً حاسماً من الفتنة، ورفضوا أن يعينوا فريقاً ضد فريق، وأكدوا أنهم إنما حملوا السلاح لمقاتلة أعداء الأمة المحتلين الصهاينة.
تصدرت الجماعة العمل السياسي والاجتماعي الخيري على مستوى المملكة، حيث حصلت في انتخابات 2003 على 17 مقعداً في مجلس النواب. واستمرت إسهاماتها في جمعية المركز الإسلامي التي تعتبر رائدة في العمل الخيري على مستوى الأردن، بالرغم من الأزمة التي مرت بها الجمعية مع الحكومة.

### لبنان

الداعية الإسلامي فتحي يكن مؤسس فرع الإخوان في لبنان.

أرسل حسن البنا خطابًا إلى سعادة وزير لبنان المفوض بتاريخ 28 مايو 1945م، وفيه يعلن استعداد الإخوان لإرسال عشرة آلاف متطوع للجهاد بجانب إخوانهم اللبنانيين، وقد نشأت الجماعة الإسلامية في لبنان علي يد فتحي يكن وتنتمي الجماعة إلى مدرسة الإخوان المسلمين الفكرية. وقد تأكدت صلات هذا التيار الإسلامي اللبناني بحركة الإخوان المسلمين خلال زيارة المرشد العام للإخوان المسلمين في مصر (حسن الهضيبي) إلى لبنان عام 1953، وانعقاد المكتب التنفيذي لقادة جماعة الإخوان المسلمين في مصيف بحمدون حيث حضره إضافة إلى الهضيبي (مصر) والسباعي (سوريا) ومحمد عمر الداعوق (لبنان).. كل من الشيخ محمد محمود الصواف (العراق) ومحمد عبد الرحمن خليفة (الأردن) وغيرهم.
كما أسس الإخوان في لبنان قوات الفجر كجناح عسكري للجماعة بعد الاجتياح الإسرائيلي للبنان في حزيران عام 1982 واحتلال الكثير من مناطق في لبنان ولوصول إلى العاصمة بيروت، وقد قامت قوات الفجر بدور كبير في استهداف القوات الإسرائيلية وتحرير لبنان من الإحتلال الإسرائيلي. نشأت الجماعة في ظروف قاسية، حيث كان العمل الإسلامي فيها متهماً بالعمالة والخيانة.. وكان التيار الناصري في أرجاء الوطن الإسلامي يترصد الحركات الإسلامية، ويشكل تنظيمات مسلحة لمكافحة كل تحرك إسلامي..
ولقد تمكنت أجهزة الإعلام من خداع الجماهير وتزوير الحقائق مما جعل الشارع المسلم حتى الفريق المتدين فيه يجانب الاتجاه الإسلامي ويخشى على نفسه من الاحتكاك والتعاون معه..
ولم يقف الأمر عند هذا الحد، بل إن الظروف الرهيبة كان لها تأثيرها – كذلك – على الصف الإسلامي نفسه وعلى العاملين في الحقل الإسلامي أنفسهم، مما دفع بعدد لا بأس – تحت وطأة الخوف على النفس والرزق – إلى الهروف والانتكاس وترك المسيرة الإسلامية..
ولقد استمر العمل والنمو بالرغم من كل المعوقات ترعاه عين الله }إنا نحن نزلنا الذكر وإنا له لحافظون{ ويحدوه قول الرسول صلى الله عليه وسلم: «لا تزال من أمتي طائفة قائمة على الحق لا يضرهم من خالفهم حتى يأتي أمر الله».

### سوريا

مصطفي السباعي مؤسس فرع الإخوان المسلمين في سوريا.

أسس مصطفى السباعي بجانب مجموعة طلاب جماعة الإخوان المسلمين في سورية في عام 1942م، حيث تعرف في فترة دراسته في الأزهر بمصر على مؤسس جماعة الإخوان المسلمين حسن البنا، وظلت الصلة قائمة بينهما بعد عودته إلى سوريا، حيث اجتمع العلماء والدعاة ورجال الجمعيات الإسلامية في المحافظات السورية وقرروا توحيد صفوفهم، والعمل جماعة واحدة وبهذا تأسست منهم (جماعة الإخوان المسلمين) لعموم القطر السوري، وهي تعرف نفسها بأنها جزء من جماعة الإخوان المسلمين في العالم التي أسسها حسن البنا في مصر عام 1928 م. تعرض الإخوان المسلمون في سوريا مطلع ثمانينيات القرن العشرين لحملات قمع دامية من قبل نظام حافظ الأسد وحزب البعث أوقعت آلاف القتلى خاصة في مدينة حماة فيما عُرف بمجزرة حماة، وكان أول مراقب لها في سوريا مصطفى السباعي بين عامي 1945 و1964، وينتشرون في مدن حلب حماة وحمص ودمشق.
تعرض الإخوان المسلمون في سوريا لإضطهاد وظلم شديد من حكومات حزب البعث الإشتراكي حيث تم تصنيفها بعد مجزرة حماة كجماعة إرهابية وتم إصدار قانون بإعدام أي شخص ينتمي للإخوان في سوريا عام 1982م. لم يستطيع النظام البعثي مع كل حملات القتل والقمع أن يقضي علي الإخوان المسلمين بل تمسكوا بأفكارهم وأهدافهم أكثر كما تحول الكثير منهم للنهج الجهادي عبر الجماعات المسلحة.
برز الإخوان المسلمين في سوريا الذين يعملون سرًا خلال الثورة السورية 2011 كما تم إطلاق عليهم «الجماعة المهيمنة» أو «القوة المهيمنة» كونها هيمنت علي غالبية قوي المعارضة السورية. تلقت الجماعات المسلحة التابعة للإخوان في سوريا علي دعم من حركة حماس في فلسطين.

### السودان
في عام 1945، قام وفد من جماعة الإخوان المسلمين في مصر بزيارة السودان وعقد اجتماعات مختلفة داخل البلاد للدعوة وشرح أيديولوجيتهم. للسودان تاريخ طويل وعميق مع الإخوان المسلمين مقارنة بالعديد من البلدان الأخرى. بحلول أبريل 1949، ظهر الفرع الأول لتنظيم الإخوان المسلمين السوداني. ومع ذلك، في الوقت نفسه، تم تعريف العديد من الطلاب السودانيين الذين يدرسون في مصر على أيديولوجية جماعة الإخوان المسلمين. كما بدأت مجموعات الطلاب المسلمين في التنظيم في الجامعات خلال الأربعينيات من القرن الماضي، وظلت قاعدة الدعم الرئيسية لجماعة الإخوان المسلمين حاصلة على تعليم جامعي. من أجل توحيدهم، في عام 1954، عُقد مؤتمر حضره ممثلون مختلفون من مجموعات مختلفة يبدو أن لديها نفس الأيديولوجية. وصوت المؤتمر على إنشاء جماعة الإخوان المسلمين السودانية الموحدة على أساس تعاليم الإمام حسن البنا.
نمت جبهة الميثاق الإسلامي، وهي فرع من الفرع السوداني لجماعة الإخوان المسلمين، خلال عام 1960، حيث أصبح الباحث الإسلامي حسن الترابي أمينًا عامًا لها في عام 1964. جبهة الميثاق الإسلامي تم تغيير اسمها عدة مرات مؤخرًا ليطلق عليها الجبهة الإسلامية الوطنية. كان الهدف الرئيسي لجماعة الإخوان المسلمين / الجبهة القومية الإسلامية في السودان هو أسلمة المجتمع «من أعلى» وإضفاء الطابع المؤسسي على الشريعة الإسلامية في جميع أنحاء البلاد حيث نجحوا. وتحقيقا لهذه الغاية، تسلل الحزب إلى المستويات العليا في الحكومة حيث جعل تعليم كوادر الحزب، الذي يتم اكتسابه بشكل متكرر في الغرب، «لا غنى عنه». وقد وصف الترابي نفسه هذا النهج بـ «فقه الضرورة».
المراقب العام للإخوان المسلمين في السودان هو عوض الله حسن منذ عام 2017.

### جيبوتي
تأسست جماعة الإخوان في جيبوتي جاء ذلك عن طريق أحد الجيبوتيين زار فرع الإخوان بالقاهرة، وقد أعجب بدعوتها، وبعد رجوعه إلى بلده أرسل خطابًا إلى فرع القاهرة يعلن فيه إنشاء شعبة للإخوان المسلمين في جيبوتي وتعتبر أقدم التنظيمات الإسلامية المعاصـرة التي تتبنى تطبيق الإسلام في واقع المسلمين وتعمل على رفـع مستـوى التزام المجتمـع بالقيـم والمبادئ الإسلاميـة.وقد كانت جيبوتي ثاني محطة لجماعة الإخوان المسلمين التي أسسها حسن البنا وذلك بعد مصر ـ بلد المنشأ.
عبد الله حسين علي نور اليماني هو رئيس فرع جمعية الإخوان المسلمين بجيبوتي، ومن أعلامها القاضي عبد الرحمن سليمان بشير.

### الكويت

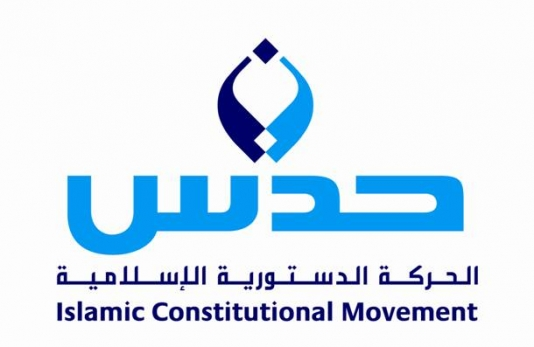

تأسس فرع الإخوان في الكويت عبر الشيخ عبد العزيز العلي المطوع الذي تعرف في منتصف الأربعينيات على الشيخ حسن البنا المؤسس والمرشد العام للإخوان المسلمين، وذلك خلال دراسته في القاهرة. وقد جاء الإخوان المصريون إلى الكويت في الخمسينيات من القرن الماضي بسبب الأضطهاد الذي تعرضوا له من قبل نظام جمال عبد الناصر والقومية العربية واندمجوا في وزارة التعليم وأجزاء أخرى من الدولة وقاموا بنشر أفكارهم هناك. وهناك قام يُطلق على الذراع الخيرية للإخوان في الكويت اسم «جمعية الإصلاح الاجتماعي»  وذراعها السياسي يسمى الحركة الدستورية الإسلامية (ICM) أو «حدس».  تم انتخاب أعضاء المجلس الإسلامي للوزراء في البرلمان وخدموا في الحكومة «ويعتقد على نطاق واسع أنهم يسيطرون على وزارة الأوقاف» (الوقف الإسلامي) والشؤون الإسلامية، لكنهم لم يصلوا أبدًا إلى الأغلبية أو حتى التعددية - «حقيقة تتطلب منهم أن يكونوا براغماتيين في العمل مع المجموعات السياسية الأخرى».  أثناء غزو الكويت دعمت جماعة الإخوان المسلمين الكويتية (إلى جانب الإخوان المسلمين الآخرين في دول الخليج) قوات التحالف الأمريكية السعودية ضد العراق و «انسحبت من وكالة الإخوان الدولية احتجاجًا» على موقفها المؤيد لصدام.  _ ولم يسلم الإخوان في دول الخليج الأخرى من ضغوط حكوماتهم المحلية.

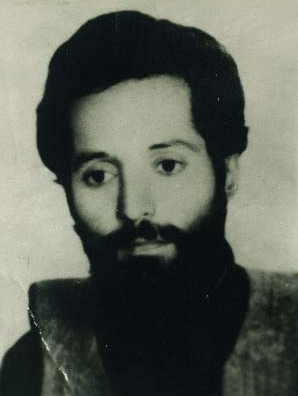
ناصر سبحاني في شبابه.

### إيران
جماعة الدعوة والإصلاح في إيران هي جماعة تكونت من الأقلية السنية في إيران وتمثل فرع الإخوان المسلمين في إيران، تأسست عام 1980م في في بداية انتصار الثورة الإيرانية في 1979 على يد الشيخ ناصر سبحاني ومجموعةٍ من الدعاة الأكراد السنة المتأثرين بالصحوة الإسلامية العالمية في أوساط أهل السنة والجماعة في إيران قبل ثلاثين سنة، وهي جماعة إسلامية إيرانية مستقلة ولها وجودها ورموزها في كل المحافظات التي يقطنها أهل السنة في إيران وتمارس نشاطاتها بشكل شبه رسمي ملتزمة بمنهج الوسطية، بعيدة عن التطرف وإثارة الخلافات بین المسلمین، جماعة الدعوة والإصلاح مع كونها مستقلة في اتخاذ مواقفها وقراراتها، لكنها تلتزم بمبادئ حركة الإخوان المسلمين وثوابتها وتفتخر بانتمائها الفكريّ لها، جماعة الدعوة والإصلاح تنشط بشكل علني ولها مواقف شفافة، وأسسها الفكرية متطابقة تماما مع الأسس الفكرية لحركة الإخوان، لكنها تحظى باستقلالية القرار الداخلي لاتخاذ مواقفها، وارتباطها بالتنظيم العالمي، وجماعة الإخوان في مصر لا يعني التبعية المطلقة أو عدم استقلالية القرار.

### السعودية
كان لجماعة الإخوان المسلمين تأثير داخل المملكة العربية السعودية لأول مرة في عام 1954 عندما سعى الآلاف من الإخوان المصريين للهروب من حملة الرئيس جمال عبد الناصر، وأستقبلهم الملك فيصل حيث أراد استخدام الإخوان ضد الحكومة المصرية التي كانت تدعوا للقومية العربية والإشتراكية وتنادي بإسقاط حكم ملوك السعودية والخليج وإقامة جمهوريات إشتراكية علي أنقاضها كما طلبت الولايات المتحدة من السعودية دعم الحركات الإسلامية لمواجهة التمدد الشيوعي أثناء الحرب الباردة فتلاقت مصالح العائلة السعودية مع الإخوان في مواجهة عبد الناصر والشيوعية حتي أن وصفها الأمير فيصل
وكذلك قد كانت المملكة العربية السعودية (الأمية إلى حد كبير) تبحث عن مدرسين - كانوا أيضًا مسلمين عرب محافظين متدينين - من أجل إنشاءها حديثًا. نظام المدارس العامة، يختلف شكل الإسلام والسياسة الإسلامية للإخوان المسلمين عن العقيدة السلفية التي تسمى الوهابية، التي تحتفظ بها المملكة العربية السعودية رسميًا، وأعضاء جماعة الإخوان المسلمين «أطاعوا أوامر الأسرة الحاكمة والعلماء بعدم محاولة التبشير أو التورط في الأمور العقائدية داخل المملكة. ومع ذلك، فقد سيطرت الجماعة بشكل منهجي ... على الحياة الفكرية السعودية» من خلال نشر الكتب والمشاركة في حلقات النقاش والصالونات التي يعقدها الأمراء.  الرغم من أن المنظمة ليس لها «حضور تنظيمي رسمي» في المملكة، علنًا)  أصبح أعضاء الإخوان المسلمين «راسخين في كل من المجتمع السعودي والدولة السعودية، وقاموا بدور قيادي في الوزارات الحكومية الرئيسية». على وجه الخصوص، أسس الكثيرون أنفسهم في النظام التعليمي السعودي. قال أحد الخبراء في الشؤون السعودية (ستيفان لاكروا): «إن نظام التعليم يخضع لسيطرة جماعة الإخوان المسلمين، وسوف يستغرق الأمر 20 عامًا للتغيير - هذا إذا حدث ذلك على الإطلاق. ويرى الإسلاميون التعليم على أنه قاعدتهم» في المملكة العربية السعودية.
توترت العلاقات بين الأسرة الحاكمة السعودية والإخوان المسلمين مع المعارضة السعودية لغزو العراق للكويت واستعداد الحكومة السعودية للسماح للقوات الأمريكية بالتمركز في المملكة لمحاربة العراق.  دعم الإخوان حركة الصحوة التي دفعت للتغيير السياسي في المملكة.  في عام 2002، ندد وزير الداخلية السعودي آنذاك الأمير نايف بالإخوان، قائلاً إنهم مذنبون بـ «خيانة الوعود والجحود» وأنهم «مصدر كل المشاكل في العالم الإسلامي».  الأسرة الحاكمة انزعجت أيضًا من الربيع العربي والمثال الذي رسمته جماعة الإخوان المسلمين في مصر، محمد مرسي جلب حكومة إسلامية إلى السلطة عن طريق الثورة الشعبية والانتخابات.  نشر شخصيات من الصحوة عرائض إصلاح موجهة إلى الحكومة الملكية (في انتهاك للعقيدة الوهابية الهادئة). بعد الإطاحة بحكومة محمد مرسي في مصر، وقعت جميع الشخصيات البارزة في الصحوة على عرائض وبيانات تندد بإقالة مرسي وتأييد الحكومة السعودية لها.

في مارس 2014، في «خروج كبير عن موقفها الرسمي السابق»، أعلنت الحكومة السعودية جماعة الإخوان «منظمة إرهابية»، وأعقب ذلك بمرسوم ملكي أعلن أنه من الآن فصاعدًا،
الانتماء إلى اتجاهات أو جماعات فكرية أو دينية أو جماعات متطرفة أو مصنفة على أنها إرهابية على المستوى المحلي أو الإقليمي أو الدولي، ودعمها أو التعاطف مع أفكارها وأساليبها بأي طريقة كانت، أو إبداء الدعم لها بأي طريقة كانت، أو تقديم الدعم المادي أو المعنوي لهم، أو تحريض الآخرين على القيام بأي من هذا أو الترويج لأي من هذه الأفعال بالقول أو الكتابة

### البحرين
جماعة الإخوان المسلمين في البحرين ممثلة في جمعية الإصلاح وجناحها السياسي، جمعية المنبر الوطني الإسلامي، بعد الانتخابات البرلمانية في عام 2002، أصبح المنبر أكبر حزب مشترك بثمانية مقاعد في مجلس النواب المكون من أربعين مقعدًا. ومن الأعضاء البارزين في المنبر الدكتور صلاح عبد الرحمن والدكتور صلاح الجودر والنائب محمد خالد. دعم الحزب بشكل عام التشريعات التي ترعاها الحكومة بشأن القضايا الاقتصادية، لكنه سعى إلى اتخاذ إجراءات صارمة ضد حفلات البوب والشعوذة وعازفي الكاهن. بالإضافة إلى ذلك، فقد عارضت بشدة انضمام الحكومة إلى العهد الدولي الخاص بالحقوق المدنية والسياسية.

### العراق

مؤسس فرع الإخوان في العراق الشيخ محمد محمود الصواف مع مجموعة من شباب جماعة الإخوان المسلمين، وهم السباعي،الداوليبي،الأميري،المبارك

أسس الشيخ محمد محمود الصواف جماعة الإخوان المسلمين في العراق وكان أول مراقب لها بعد عودته من القاهرة حيث كان يدرس في الجامع الأزهر وتأثر هناك بفكر الإخوان المسلمين، وشارك في حرب فلسطين، وتم تشكيل الحزب الإسلامي العراقي في عام 1960 كممثل سياسي للإخوان، ولكن تم حظره من عام 1961 أثناء الحكم القومي لعبد الكريم قاسم. مع اشتداد القمع الحكومي في ظل حزب البعث منذ فبراير 1963، أُجبرت المجموعة على الاستمرار في العمل السري. بعد سقوط حكومة صدام حسين عام 2003، عاد الحزب الإسلامي للظهور مرة أخري كواحد من المدافعين الرئيسيين عن المجتمع السني في البلاد. انتقد الحزب الإسلامي بشدة الاحتلال الذي تقوده الولايات المتحدة للعراق. زعيمها هو نائب الرئيس العراقي طارق الهاشمي.
شجع أئمة الإخوان المسلمين الجهاد ضد أمريكا وأسسوا حركة حماس العراق. وقد تم الاستيلاء على دور الممثلين السياسيين للسنة من قبل جماعة الإخوان المسلمين في الموصل منذ عام 2003. كانت لجماعة الإخوان المسلمين مشاركة فاعلة في «الحملة الإيمانية»، كما توجد في شمال العراق عدة حركات إسلامية مستوحاة من شبكة الإخوان المسلمين أو جزء منها.
كما أسس المسلمون الأكراد الاتحاد الإسلامي الكردستاني وهو الفرع الكردي لجماعة الإخوان المسلمين، وهو حزب سياسي صغير يشغل 10 مقاعد في البرلمان الكردي ويعادي القومية ويدعوا للخلافة الإسلامية. يُذكر أن قادة الأتحاد وأعضائها تعرضوا للاعتقال بشكل مستمر من قبل السلطات الكردية.

### الصومال
تأسس جناح الإخوان المسلمين في الصومال باسم حركة الإصلاح أو «حركة الإصلاح». وصلت أيديولوجية الإخوان المسلمين إلى الصومال في أوائل الستينيات، لكن حركة الإصلاح تشكلت في عام 1978 ونمت ببطء في الثمانينيات. وتوصف حركة الإصلاح بأنها «حركة إسلامية غير عنيفة وحديثة بشكل عام وتدعوا لإصلاح إسلامي لمواجهة تحديات العالم الحديث»، وأكدت أن «هدفها إقامة الخلافة الإسلامية» والتي «تعمل بشكل رئيسي في مقديشو».  قام التنظيم ببناء نفسه بشكل فضفاض ولم يكن مرئيًا بشكل علني في المشهد السياسي للمجتمع الصومالي.

### الإمارات

شعار جمعية الإصلاح والتوجيه الاجتماعي التي تمثل الإخوان المسلمين الإماراتيين.

بدأ وجود الإخوان المسلمين في الإمارات العربية المتحدة مع تشكيل جمعية الإصلاح والتوجيه الاجتماعي في الإمارات العربية المتحدة عام 1974 بموافقة الشيخ راشد بن سعيد آل مكتوم.
أعلن حزب الإصلاح في الإمارات العربية المتحدة علناً أنه يتقاسم أيديولوجية الإخوان المسلمين في مصر.  انتقد الإصلاح الإمارات على وجود كنائس مسيحية مجتمعية ومعابد هندوسية في الإمارات. وقد سعى أعضاؤها منذ تشكيلها إلى فرض السيطرة على القضايا الاجتماعية للدولة، مثل تعزيز العديد من الإجراءات التي تحد من مساواة المرأة بالرجل.
ورد أن الإصلاح كان يشكل سرا جناحًا عسكريًا سعى إلى تجنيد ضباط عسكريين متقاعدين وشباب إماراتي، ويُزعم أنه خطط للإطاحة بالحكومة الحالية وإنشاء دولة إسلامية في الإمارات.
في مارس 2013، بدأت محاكمة 94 فردًا على صلة بالإصلاح في أبو ظبي لمحاولة الانقلاب على الحكومة.  من بين 94، تلقى 56 مشتبهًا أحكامًا بالسجن لمدد تتراوح بين 3 و 10 سنوات. وحكم على ثمانية من المشتبه بهم غيابيا بالسجن 15 عاما وبراءة 26 شخصا.
في 7 مارس 2014، تم تصنيف جماعة الإخوان المسلمين على أنها جماعة إرهابية من قبل حكومة الإمارات العربية المتحدة.

### الجزائر

حركة مجتمع السلم.

وصل الإخوان المسلمون إلى الجزائر خلال السنوات الأخيرة من الوجود الاستعماري الفرنسي في البلاد (1830-1962). قاد الشيخ أحمد سحنون التنظيم في الجزائر بين 1953 و1954 خلال فترة الاستعمار الفرنسي. شارك أعضاء جماعة الإخوان والمتعاطفون معها في الانتفاضة ضد فرنسا في 1954-1962، ولكن تم تهميش الحركة خلال حكم الحزب الواحد العلماني إلى حد كبير جبهة التحرير الوطني الذي تم تنصيبه عند الاستقلال في عام 1962. وظلت نشطة بشكل غير رسمي، وتحتج أحيانًا على الحكومة وتدعو إلى زيادة الأسلمة والتعريب لسياسة البلاد.
عندما تم إدخال نظام التعددية الحزبية في الجزائر في أوائل التسعينيات، شكل الإخوان المسلمون حركة مجتمع السلام (MSP، المعروفة سابقًا باسم حماس)، بقيادة محفوظ نحناح حتى وفاته في عام 2003 (خلفه الحزب الحالي) الزعيم بوجرة سلطاني). لم تنضم جماعة الإخوان المسلمين في الجزائر إلى الجبهة الإسلامية للإنقاذ، التي برزت كجماعة إسلامية رائدة، وفازت في انتخابات عام 1991، والتي تم حظرها في عام 1992 بعد انقلاب عسكري، على الرغم من أن بعض المتعاطفين مع الإخوان فعلوا ذلك. كما رفض الإخوان فيما بعد الانضمام إلى الانتفاضة العنيفة التي أعقبت الانقلاب من قبل المتعاطفين مع الجبهة الإسلامية للإنقاذ والجماعات الإسلامية المسلحة. (الجماعة الإسلامية المسلحة) ضد الدولة الجزائرية والجيش الذي أعقب ذلك، وحثت على حل سلمي للصراع وعودة الديمقراطية. وهكذا بقيت منظمة سياسية قانونية وتتمتع بتمثيل برلماني وحكومي. في عام 1995، ترشح الشيخ نحناح لمنصب رئيس الجزائر واحتل المركز الثاني بنسبة 25.38٪ من الأصوات الشعبية. خلال العقد الأول من القرن الحادي والعشرين، كان الحزب - بقيادة خليفة نحناح بوجرة سلطاني - عضوًا في ائتلاف من ثلاثة أحزاب يدعم الرئيس عبد العزيز بوتفليقة.

### موريتانيا
ساهمت التغييرات التي طرأت على التركيب الديموغرافي والسياسي لموريتانيا في السبعينيات بشكل كبير في نمو الإسلام السياسي داخل المجتمع الموريتاني. أدت فترات الجفاف الشديد إلى التحضر، حيث انتقلت أعداد كبيرة من الموريتانيين من الريف إلى المدن، ولا سيما نواكشوط، هربًا من الجفاف. أدت هذه الزيادة الحادة في التحضر إلى تشكيل جمعيات مدنية جديدة، وشكل الموريتانيون المتعاطفون مع جماعة الإخوان المسلمين أول منظمة إسلامية في موريتانيا، تُعرف باسم الجماعة الإسلامية.
كان هناك نشاط متزايد فيما يتعلق بالإخوان المسلمين في الثمانينيات، مدفوعًا جزئيًا بأعضاء جماعة الإخوان المسلمين المصرية.
في عام 2007، تم تقنين حزب التجمع الوطني للإصلاح والتنمية، المعروف باسم تواصل، كحزب سياسي. والحزب مرتبط بالجناح الموريتاني لجماعة الإخوان المسلمين.

### المغرب
الأحزاب والجماعات الإسلامية في المغرب تأثرت بفكر وأدابيات جماعة الإخوان المسلمين وطريقتها في الدعوة وفي الشمولية ومنهم جماعة العدل والإحسان المغربية التي تعرف نفسها أنها تقوم علي شمولية الإسلام، كما كان حزب العدالة والتنمية المغربي هو الحاصل على أكبر عدد من الأصوات في انتخابات عام 2011 في المغرب، واعتبارًا من مايو 2015، شغل منصب رئيس الوزراء.  ينتمي الحزب تاريخيًا إلى جماعة الإخوان المسلمين، وعلى الرغم من ذلك، ورد أن الحزب أشاد بملك المغرب «باخفاء»، بينما «يصر الحزب على أنه ليس بأي حال من الأحوال حزبًا من جماعة الإخوان المسلمين» وأنه حزب سياسي مستقل.

### تونس
حركة الاتجاه الإسلامي التي تأسست عام 1972م هي إحدي الحركات الإسلامية التي تأثرت بأفكار الإخوان المسلمين التي أنتشرت أثناء الصحوة الإسلامية في السبعينيات ومثلت التيار الإسلامي في تونس.

### السنغال
بعض الطلبة السنغاليين الذين تأثروا بفكر احسن البنا حملوا هذا الفكر وبلغوه وسط المجتمع السنغالى حتى أثمر عن جماعة عباد الرحمن والتي تأسست عام 1978م كإمتداد لجماعة الإخوان المسلمين العالمية، ومن أعلامها الشيخ أحمد جه.

### ليبيا

شعار الإخوان المسلمون الليبيون.

جاءت مجموعة من الإخوان المسلمين إلى المملكة الليبية في الخمسينيات من القرن الماضي هاربين من قمع جمال عبد الناصر، لكنها لم تكن قادرة على العمل علانية إلا بعد الحرب الأهلية الليبية الأولى. كان ينظر إليهم بشكل سلبي من قبل الملك الليبي إدريس الذي أصبح أكثر حذرًا من أنشطتهم. منع معمر القذافي جميع أشكال الإسلاموية في ليبيا وكان العدو اللدود للإخوان المسلمين لفترة طويلة. عقدت الجماعة مؤتمرها الصحفي العام الأول في 17 نوفمبر 2011، وفي 24 ديسمبر أعلنت جماعة الإخوان أنها ستشكل حزب العدالة والبناء (JCP) وخوض انتخابات المؤتمر الوطني العام.العام التالي. جماعة الإخوان المسلمين الليبية «لديها تاريخ قليل من التفاعلات مع الجماهير».
على الرغم من التوقعات المستندة إلى دول ما بعد الربيع العربي تونس ومصر بأن حزب الإخوان المسلمين سيفوز بسهولة في الانتخابات، فقد جاء بدلاً من ذلك في المرتبة الثانية بفارق كبير بعد تحالف القوى الوطنية، حيث حصل على 10٪ فقط من الأصوات و 17 من 80 قائمة حزبية. مقاعد.  كما هُزم مرشحهم لمنصب رئيس الوزراء، عوض البرائسي، في الجولة الأولى من التصويت في سبتمبر / أيلول، رغم أنه عُين لاحقًا نائبًا لرئيس الوزراء في عهد علي زيدان.  عضو الكونغرس عن حزب العدالة والتنمية صالح الصالح هو أيضًا نائب رئيس المؤتمر الوطني العام.
يتزعم حزب الإصلاح والتنمية خالد الورشفاني العضو السابق بجماعة الإخوان المسلمين.
الصلابي، رئيس حزب الوطن، تربطه علاقات وثيقة مع يوسف القرضاوي، الزعيم الروحي لجماعة الإخوان المسلمين العالمية.
تعرضت جماعة الإخوان المسلمين في ليبيا لانتقادات واسعة النطاق، لا سيما بسبب صلاتهم المزعومة بالمنظمات المتطرفة العاملة في ليبيا.  في الواقع، نص قانون الكونغرس الأمريكي لتصنيف جماعة الإخوان المسلمين بالإرهابيين لعام 2015 يتهم بشكل مباشر مليشيات الإخوان المسلمين الليبيين بـ «الانضمام إلى المنظمات الإرهابية المصنفة في الولايات المتحدة، وخاصة أنصار الشريعة» التي تلومها الولايات المتحدة للهجوم على مجمعه في بنغازي.  كانت هناك تقارير مماثلة بأن المكلفين بحراسة قنصلية بنغازي ليلة الهجوم كانوا على صلة بالإخوان المسلمين.
فقدت جماعة الإخوان المسلمين الليبية الكثير من دعمها الشعبي منذ عام 2012 حيث تم إلقاء اللوم على الجماعة في الانقسامات في البلاد. واصل السياسيون الليبيون العلمانيون التعبير عن مخاوفهم من علاقة الإخوان بالجماعات المتطرفة. في أكتوبر / تشرين الأول 2017، في الانتخابات البرلمانية لعام 2014، فاز الإخوان المسلمون بـ 25 مقعدًا فقط من بين 200 مقعد متاح.

### أفغانستان
لعب الإخوان دورا كبير في حرب تحرير أفغانستان حيث كان منهم عبد الله عزام قائد المجاهدين العرب، ومن فصائل الإخوان في أفغانستان الحزب الإسلامي الماليزي الذي يقوده قلب الدين حكمتيار. ومن أعلامهم محمد هارون المجددي وعبد رب الرسول سياف وبرهان الدين رباني.

### طاجيكستان

علم حزب النهضة الإسلامية في طاجيكستان.

حزب النهضة الإسلامية في طاجكستان هو الممثل للإخوان في طايجكستان، ترأّس حزب النهضة الإسلامية في طاجيكستان الشيخ عبد الله نوري الذي توفي عام 2006 بعد مرض عضال، ويرى المراقبون أنه الحزب الثاني من حيث الأهمية في البلاد. وفي عام 1991 م انعقد المؤتمر التأسيسي لحزب النهضة الإسلامي في إحدى قاعات مبنى الحزب الشيوعي المنحل. شارك الحزب في حرب الاستقلال الطاجيكية ما بين عامي 1992 وعام 1997 واستفاد الحزب من تنظيمه والانسجام في صفوفه وفي عام 1992 أعلن رحمن ناييف الرئيس الشيوعي السابق حالة الطوارئ في البلاد مما جعل المعارضة الإسلامية تقوم بحشد أنصارها أمام البرلمان في اعتصام مفتوح وبعد إسبوع استولت على الإذاعة والتلفزيون ثم حاصرت مبنى الاستخبارات. وفي 11 أيار عام 1991م وافق ناييف على مطالب المعارضة فتشكّلت حكومة ائتلافية.
وفي أيلول قدم 1992م قدّم ناييف استقالته في مطار العاصمة بينما كان يحاول الفرار إلى الشمال واللجوء إلى موسكو، وتسلّمت المعارضة الحكم برئاسة أكبر اسكندروف. فسارعت موسكو إلى تعزيز قواتها في طاجيكستان بوحدة من 800 جندي سيطروا على المطار. وفي تشرين الثاني عام 1992م أعلن رئيس الجمهورية المؤقت اسكندروف استقالة الحكومة الائتلافية وقبل البرلمان استقالته وعيّنت مكانه شيوعياً سابقاً. رفض الإسلاميون الحكومة الجديدة ودخل الشيوعيون العاصمة. وفي عام 1993م تمكّنت القوات الحكومية الشيوعية من تصفية جيوب المقاومة في مناطق البامير الجبلية التي لجأ إليها مقاتلوا حزب النهضة الإسلامي.
ويُذكر أن طاجيكستان هي الدولة الوحيدة من الجمهوريات السوفيتية السابقة في آسيا الوسطي التي تسمح بوجود حزب إسلامي وأتاحت للمعارضة الإسلامية فرصة المشاركة بشكل رسمي في الحكم باستثناء حزب التحرير الذي يدعو إلى إقامة الخلافة الإسلامية.
- من زعماء الحزب أيضا محمد شريف همت زاده
- زعيم حزب النهضة الإسلامي، محي الدين كبيري

### باكستان

شعار الجماعة الإسلامية الباكستانية الممثلة للإخوان في باكستان.

الجماعة الإسلامية الباكستانية التي تأسست في 26 أغسطس 1941 متعاونة مع جماعة الإخوان المسلمين كفكر مشترك وأهداف واحدة غير أن المسميات مختلفة، والجماعة الإسلامية الباكستانية تعتبر نفسها إخوان باكستان. في 3 يوليو 2011 في حوار لأمير الجماعة سيد منور حسن مع موقع إخوان أون لاين قال أن القوة العددية للجماعة بلغت أكثر من 6 ملايين عضو مؤيد وأكثر من 25 ألف عضو عامل.
في 13 أبريل 2009 بلغ عدد أعضاء العضوية العامة للجماعة حوالي خمسة ملايين (4.8) أما الأعضاء الأساسيون فعددهم حوالي 24 ألف عضو رجالا ونساءً.
وفي 5 أكتوبر 2002 بلغ عدد أعضاء الجماعة نحو 4.5 مليون، بينهم 16 ألف عضو عامل يحق لهم الترشيح والانتخاب. وهي الحزب الإسلامي الوحيد الذي يجري انتخابات كل خمس سنوات لاختيار «أمير الحزب» و«مجلس الشورى» الذي يتكون من 72 عضوا.

### الشيشان
خلال تواجد الشيشانين بالأردن أن حدث تقارب وتفاهم بينهم وبين الإخوان المسلمين لدرجة أن زعمائهم أصبحوا من الإخوان، وعندما عادوا إلى بلادهم تمسكوا بمبادئ الإخوان المسلمين التي تعلموها في الجهاد والإيثار والتضحية بالنفس من أجل الدين وإقامة الخلافة.
وعندما رجع الشيشانيون من المنفي إلى بلادهم أنشئوا شعبا لتعليم مبادئ الإخوان للشعب الشيشانى وهنا انتشرت تعاليم ومبادئ الإخوان وسط الشعب الشيشانى
لعبت جماعة الإخوان المسلمين دور كبير في التنسيق وإنشاء وتمويل منظمة إسلامية تسمى المجلس العسكري الأعلى لمجاهدي القوقاز، بقيادة سيف الإسلام خطاب وشامل باساييفـ، كما تمثلت المقاومة الشيشانية في الحركة الانفصالية الشيشانية بقيادة دوكو أحمدوفيتش عمروف، واختير عمروف زعيما لإمارة القوقاز الإسلامية في 2006، وكان عمروف ينتمى إلى جماعة الإخوان المسلمين وكانت من أهم أهدافه الجهاد ضد الروس لتحرير القوقاز منهم وقد أتبع في ذلك أتخاذ مزيج من حرب العصابات والعمليات النوعية الخاصة بهدف تحرير الدول المسلمة المحتلة من روسيا وإقامة إمارة إسلامية موحدة في القوقاز.

### اليمن
قاتل الإخوان المسلمون مع شمال اليمن في تمرد الجبهة الوطنية الديمقراطية كجبهة إسلامية. الإخوان المسلمون هم الذراع السياسية لحركة الإصلاح اليمنية المعروفة باسم الإصلاح. بذل الرئيس السابق علي عبد الله صالح جهودًا كبيرة لترسيخ الاتهامات بتحالف الإخوان مع القاعدة.
استخدمت وزارة الخزانة الأمريكية تسمية «موالي لبن لادن» لعبد المجيد الزنداني، زعيم جماعة الإخوان المسلمين اليمنية.

### قطر
على مدى العقدين الماضيين، مارست قطر رعاية شبه رسمية للحركة العالمية للإخوان المسلمين. تميز الشيخ القطري السابق حمد بن خليفة آل ثاني على وجه الخصوص بأنه أحد المؤيدين الأكثر تفانيًا للإخوان المسلمين والحركات الإسلامية بشكل عام في منطقة الشرق الأوسط وفي جميع أنحاء العالم. في عام 1999 تم حل جماعة الإخوان المسلمين في قطر. غالبًا ما تم تفسير دعم الدولة الطويل الأمد للمجموعة على أنه تم تحديده من خلال حسابات إستراتيجية حدت من الدور الذي يلعبه الدين في قطر.  كما افترض مدير مركز الدراسات الدولية والإقليمية في فرع جامعة جورجتاون بالدوحة، مهران كامرافا، أن قطر التي تقدم نفسها على أنها راعية الدولة للإخوان المسلمين جعلت الدين في قطر لا «يلعب أي دور في التعبير عن المشاعر المعارضة أو تشكيلها».[بحاجة لمصدر]
تم التعبير عن رعاية قطر في المقام الأول من خلال دعم الأسرة الحاكمة لأكثر الشخصيات تمثيلا في جماعة الإخوان المسلمين، وخاصة يوسف القرضاوي. القرضاوي هو خطيب وعالم دين سني بارز ومثير للجدل ولا يزال قائداً روحياً لجماعة الإخوان المسلمين. وهاحر القرضاوي، وهو مصري الجنسية، من مصر إلى قطر عام 1961 بعد سجنه في عهد الرئيس جمال عبد الناصر. في عام 1962، ترأس المعهد القطري الثانوي للدراسات الدينية، وفي عام 1977 أسس وأدار قسم الشريعة والدراسات الإسلامية في جامعة قطر. غادر قطر للعودة إلى مصر قبل وقت قصير من الثورة المصرية 2011.
على مدار عشرين عامًا، استضاف القرضاوي برنامجًا شعبيًا بعنوان الشريعة والحياة على قناة الجزيرة الإعلامية القطرية، وهي قناة ترعاها الحكومة تشتهر بأنها داعمة للإخوان المسلمين والإسلاميين وغالبًا ما يتم تصنيفها كمنفذ دعائي للحكومة القطرية.  من هذا المنبر، روج لآرائه الإسلامية - وغالبًا ما تكون متطرفة - في الحياة والسياسة والثقافة.
جعلت مواقفه، فضلاً عن علاقاته المثيرة للجدل مع المتطرفين والإرهابيين الأفراد والمنظمات، شخصًا غير مرغوب فيه للولايات المتحدة والمملكة المتحدة والحكومات الفرنسية على التوالي في الأعوام 1999 و2008 و2012.
بالإضافة إلى الرؤية والحماية السياسية الممنوحة ليوسف القرضاوي، استضافت قطر تاريخياً العديد من الإخوان المسلمين خاصة بعد الإطاحة بالرئيس المصري محمد مرسي، ممثل الإخوان المسلمين في يوليو 2013.  قبل عام 2013، كانت قطر قد حققت استثمارات كبيرة لقيادة مرسي وتحويل حوالي 10 ملايين دولار إلى مصر منذ انتخاب مرسي، ويُزعم أيضًا «شراء ميزة سياسية» في البلاد.
في ديسمبر 2019، قال وزير الخارجية القطري محمد بن عبد الرحمن آل ثاني لشبكة CNN في مقابلة إن قطر لم تدعم الإخوان المسلمين ولا تمول الإرهاب.

### ماليزيا
يمثل الحزب الإسلامي الماليزي أقدم وأكبر حزب إسلامي رئيسي في ماليزيا الفرع الماليزي لجماعة الإخوان المسلمين العالمية ويقوده عبدالهادي أوانج، وقد تأسس عام 1951، ولديه علاقات شخصية وأيديولوجية وثيقة مع جماعة الإخوان المسلمين المصرية، تعرّف مؤسسو المعهد على الأفكار والتعاليم أثناء دراستهم في القاهرة خلال الأربعينيات. كان الحزب الإسلامي الماليزي المنافس الرئيسي للمنظمة الوطنية الماليزية المتحدة القومية، التي هيمنت على السياسة الماليزية حتى عام 2018. نظرًا للتغيرات في الوضع السياسي التي أحدثها فوز باكاتان هارابان (PH) في انتخابات 2018، فقد أبرم الحزب اتفاقية تعاون مع المنظمة الوطنية الماليزية المتحدة (UMNO) في 2019.  جنبًا إلى جنب مع حزب مكون PH السابق (بيرساتو)، تولى كلا الحزبين في النهاية رئاسة الحكومة خلال الأزمة السياسية الماليزية 2020-21.  طبقًا لما ذكره وان سيف وان جان، الرئيس التنفيذي لمعهد الفكر والديمقراطية والشؤون الاقتصادية، فإن الإخوان المسلمين يعتبرون الحزب الإسلامي الماليزي حزبًا سياسيًا إسلاميًا ناجحًا انتخابيًا. يحكم الحزب الإسلامي الماليزي ولاية كيلانتان منذ عام 2002. وغالبًا ما تتم دعوة ممثلين عن جماعة الإخوان المسلمين للمشاركة في إلقاء محاضرات في الخارج. في عام 2012، تحدث رئيس الحزب الإسلامي الماليزي عبد الهادي أوانج إلى جانب عالم الإخوان المسلمين الشيخ يوسف القرضاوي في حفل إلقاء خطاب في لندن. في أبريل 2014، تحدث زعيم الحزب الإسلامي الماليزي عبدالهادي أوانج ضد قرار المملكة العربية السعودية والبحرين والإمارات العربية المتحدة تصنيف الإخوان المسلمين كمنظمة إرهابية.
وفقًا لبوبالو وفيلي، فإن أنغكاتان بيليا إسلام ماليزيا (أو حركة الشباب المسلم في ماليزيا) كانت مستوحاة من جماعة الإخوان المسلمين أو تأثرت بها.

### إندونيسيا

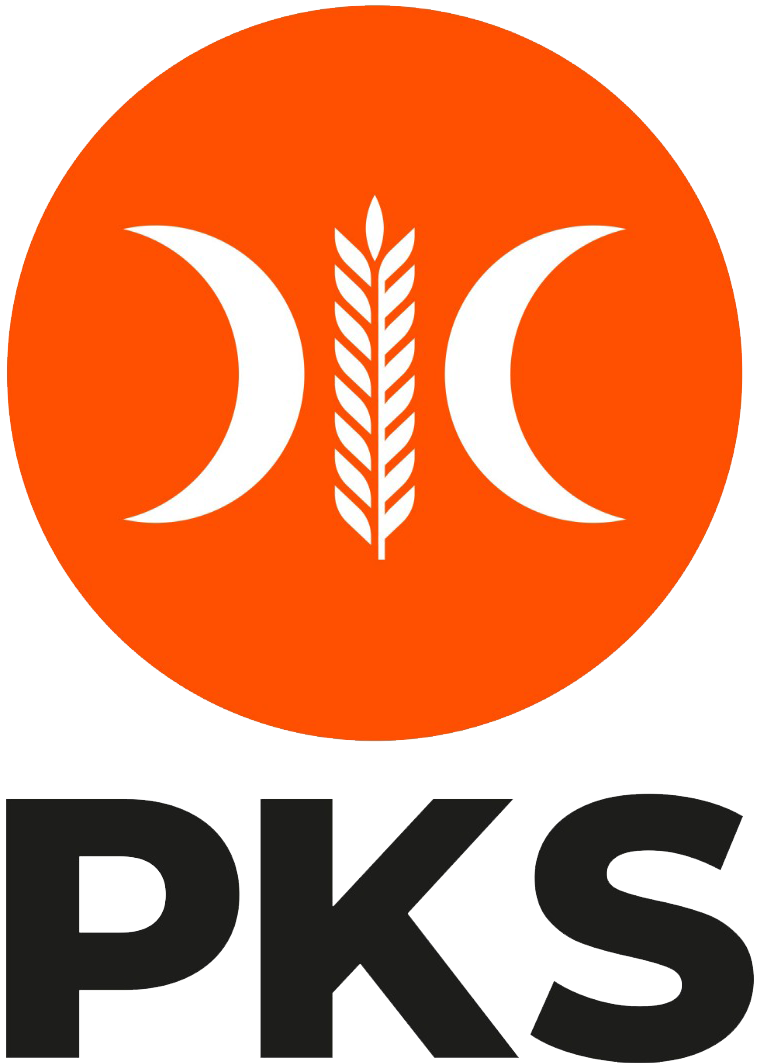
حزب العدالة والرفاهية الممثل للإخوان المسلمين في أندونيسيا.

العديد من الأحزاب والمنظمات الإسلامية في إندونيسيا منتمية فكريا أو على الأقل مستوحاة من جماعة الإخوان المسلمين، على الرغم من عدم وجود علاقة تنظيمية مع جماعة الإخوان المسلمين. أحد الأحزاب المرتبطة بالإخوان المسلمين هو (حزب العدالة المزدهرة)، الذي حصل على 6.79٪ من الأصوات في الانتخابات التشريعية 2014، انخفاضًا من 7.88٪ في انتخابات 2009. أكد يوسف القرضاوي، أحد قادة الإخوان المسلمين البارزين، إنتماء حزب العدالة والرفاهية لجماعة الإخوان المسلمين.
وفي أول مشاركة سياسية ل حزب العدالة والرفاهية حصل على 7 مقاعد (مليون ونصف المليون صوت) في انتخابات 1999 م ثم على 47 مقعدا (ثمانية ملايين صوت) في انتخابات عام 2004م معتمداً جماهيرياً على أجنحته المختلفة الطلابية منها والخدمية كالإغاثة الإنسانية في المناطق المنكوبة ومن ذلك أنه كان متصدرا جهود القوى السياسية في كارثة تسونامي في إقليم آتشيه وحصل في الانتخابات البرلمانية في 9 أبريل 2009 على 57 مقعدا من 560 مقعدا بنسبة 11.9% وليصبح ترتيبه رابعا وتحالف مع الحزب الديمقراطي الحاكم في الانتخابات الرئاسية التي فاز بها الحزب الحاكم متمثلا في رئيسه سوسيلو بامبانج يودويونو، وشارك في الحكومة بأربع حقائب وزارية ليكون ثانيا بعد الحزب الحاكم الذي شارك ب 6 حقائب وأتى بعده حزب جولكار الذي شارك ب 3 حقائب.

## الإخوان في أوروبا وأمريكا
غالبية المراكز الإسلامية في الغرب اسسها الإخوان المسلمين عندما ترك كثير منهم مصر بسبب قمع نظام عبد الناصر لهم كما كونوا مجتمعات إسلامية في العديد من دول أوروبا، كما أن اتحاد المنظمات الإسلامية في أوروبا يتبع لجماعة الإخوان المسلمين العالمية.

### فرنسا
بدأ نمو الإخوان في فرنسا مع اتحاد المنظمات الإسلامية في فرنسا، تألفت المنظمة بشكل أساسي من الطلاب الأجانب الذين دخلوا فرنسا من تونس والمغرب. بحلول عام 2020، كان هناك 147 مسجدًا ومركزًا و 18 مدرسة إسلامية في فرنسا مرتبطة بالإخوان المسلمين. تضم اتحاد المنظمات الإسلامية في فرنسا حوالي 50000 عضو موزعين على 200 منظمة عضو.
تنهج جماعة الإخوان المسلمين فلسفة اجتماعية وتعمل ضد المسلمين الذين يتبنون أنماط حياة ليبرالية ويصبحون مندمجين في المجتمع الفرنسي. على المدى الطويل، يهدفون إلى دخول السياسة من خلال زيادة عدد المسلمين حتى يتمكنوا من تشكيل حزب سياسي خاص بهم.

### ألمانيا
التجمع الإسلامي في ألمانيا هي المنظمة التأسيسية والمؤسسة لجماعة الإخوان المسلمين في ألمانيا تحت مظلتها، وتنشط جماعة الإخوان المسلمين في ألمانيا بداخل التجمع الإسلامي في ألمانيا. ويحرص أعضاء التجمع الإسلامي على عدم الإعلان علنًا عن انتمائهم إلى الإخوان المسلمين. يفترض مكتب حماية الدستور أن أعضائه القياديين يعتزمون «إقامة دولة إسلامية على المدى المتوسط».

### إيطاليا
اتحاد الهيئات والجاليات الإسلامية في إيطاليا تابع لجماعة الإخوان المسلمين العالمية وهو الفرع الإيطالي لاتحاد المنظمات الإسلامية في أوروبا والذي يسيطر عليه تيار الإخوان المسلمين في أوروبا الاتحاد يدير حوالي 130 مسجد ومركزا إسلاميا من جملة حوالي 500 مسجد ومركز تتوزع في كامل أنحاء إيطاليا، ويقوم علي تقديم الخدمات للجاليات المسلمة في إيطاليا ومساعدة المسلمين الجدد وهو منتشر في كل إيطاليا من صقلية في أقصى الجنوب إلى أقصى شمال إيطاليا. ويلقى تأييدا من طرف اتحاد الطلاب المسلمين بإيطاليا - USMI -، إحدى أقدم التشكيلات الإسلامية في إيطاليا التي تعود إلى سنة 1971 وأيضا الفرع الإيطالي ل الاتحاد الإسلامي العالمي للمنظمات الطلابية ويرأسه عز الدين الزير 

### روسيا
تحظر روسيا جماعة الإخوان المسلمين وتصنفها كمنظمة إرهابية منذ عام 2006 بعد أن تم التأكيد في 14 فبراير 2003 بقرار من المحكمة العليا لروسيا، أن جماعة الإخوان المسلمين نسقت وقامت بإنشاء منظمة إسلامية تسمى المجلس العسكري الأعلى لمجاهدي القوقاز، بقيادة سيف الإسلام خطاب وباساييف؛ وقامت المنظمة بإرتكاب العديد من الهجمات ضد روسيا خلال الحرب الشيشانية الأولى. كما أن دوكو عمروف والذي كان من الإخوان قد أسس جماعة إنفصالية تسمي إمارة القوقاز الإسلامية بهدف فصل الدول المسلمة التي تسيطر عليها روسيا وإقامة دولة إسلامية في القوقاز.

### المملكة المتحدة
تأسست أولى المنظمات التابعة للإخوان المسلمين في المملكة المتحدة في الستينيات، والتي ضمت المنفيين والطلاب الأجانب.  روجوا لأعمال عالم اللاهوت الهندي أبو الأعلي المودودي ومثلوا الجماعة الإسلامية. في المرحلة الأولية، كانوا غير نشطين سياسيًا في المملكة المتحدة حيث افترضوا أنهم سيعودون إلى بلدانهم الأصلية وبدلاً من ذلك ركزوا على تجنيد أعضاء جدد ودعم الإخوان المسلمين في العالم العربي.
في أواخر الثمانينيات وأوائل التسعينيات، تغيرت جماعة الإخوان المسلمين والمنظمات المرتبطة بها إلى إستراتيجية جديدة للنشاط السياسي في الدول الغربية بهدف الترويج للإخوان المسلمين في الخارج ولكن أيضًا الحفاظ على استقلالية المجتمعات الإسلامية في المملكة المتحدة.
في التسعينيات، أنشأت جماعة الإخوان المسلمين منظمات مرئية للجمهور ومنظمات «وطنية» ظاهريًا لتعزيز أجندتها، لكن العضوية في الإخوان المسلمين كانت ولا تزال سراً.  سيطر الإخوان المسلمون على الجمعية الإسلامية في بريطانيا (ISB)، والرابطة الإسلامية في بريطانيا (MAB) وأسست المجلس الإسلامي البريطاني (MCB). أصبح برنامج MAB ناشطًا سياسيًا في قضايا السياسة الخارجية مثل فلسطين والعراق، بينما أقام MCB حوارًا مع الحكومات آنذاك.
في عام 1996، استطاع الممثل الأول لجماعة الإخوان المسلمين في المملكة المتحدة، كمال الهلباوي، وهو مصري، أن يقول «لا يوجد الكثير من الأعضاء هنا، لكن العديد من المسلمين في المملكة المتحدة يدعمون فكريًا أهداف الإخوان المسلمين». .
في سبتمبر 1999، افتتحت جماعة الإخوان المسلمين «مركز معلومات عالمي» في لندن.
منذ عام 2001، نأى ISB بنفسه عن أيديولوجية الإخوان المسلمين جنبًا إلى جنب مع MCB.
في أبريل 2014، أطلق ديفيد كاميرون، الذي كان رئيس وزراء المملكة المتحدة في ذلك الوقت، تحقيقًا في أنشطة جماعة الإخوان المسلمين في المملكة المتحدة وأنشطتها المتطرفة المزعومة.  رحبت مصر بالقرار. بعد قرار كاميرون، ورد أن جماعة الإخوان المسلمين نقلت مقرها الرئيسي من لندن إلى النمسا في محاولة لتجنب التحقيق.
في تقرير حكومي صدر عام 2015، تبين أن جماعة الإخوان المسلمين لم تكن مرتبطة بنشاط إرهابي مرتبط ضد المملكة المتحدة، كما أدانت منظمة ماب نشاط القاعدة الإرهابي في المملكة المتحدة.

### الولايات المتحدة

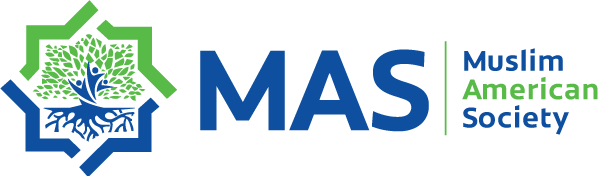
الجمعية الإسلامية الأمريكية التي أسسها الإخوان المسلمون في عام 1992م.

وفقًا لمقال نشرته صحيفة واشنطن بوست عام 2004، فإن أنصار الإخوان المسلمين الأمريكيين «يشكلون القوة الأكثر تنظيماً في المجتمع الإسلامي الأمريكي» من خلال إدارة مئات المساجد والمشاريع التجارية، وتعزيز الأنشطة المدنية، وإنشاء منظمات إسلامية أمريكية للدفاع عن الإسلام والترويج له.  في عام 1963، بدأ فرع الولايات المتحدة للإخوان المسلمين بواسطة نشطاء منخرطين في جمعية الطلاب المسلمين (MSA).  كما أنشأ أنصار الإخوان المسلمين الأمريكيين منظمات أخرى مثل: North American Islamic Trust في 1971، والجمعية الإسلامية لأمريكا الشمالية في 1981، والمجلس الإسلامي الأمريكي في 1990، والجمعية الإسلامية الأمريكية عام 1992 والمعهد الدولي للفكر الإسلامي في الثمانينيات.  بالإضافة إلى ذلك، وفقًا لمذكرة تفسيرية حول الهدف الاستراتيجي العام للجماعة في أمريكا الشمالية، «فهم دور الإخوان المسلمين في أمريكا الشمالية»، وهدف حميد نسبيًا للإخوان المسلمين في أمريكا الشمالية. تم تحديده على النحو التالي:
إنشاء حركة إسلامية فاعلة ومستقرة بقيادة الإخوان المسلمين تتبنى قضايا المسلمين محلياً وعالمياً، وتعمل على توسيع القاعدة الإسلامية المتدينة، وتهدف إلى توحيد جهود المسلمين وتوجيهها، وتقديم الإسلام كبديل حضاري، ودعمه. الدولة الإسلامية العالمية أينما كانت.
إن عملية الاستيطان هي «عملية حضارية جهادية» بكل ما تعنيه الكلمة. على الإخوان أن يفهموا أن عملهم في أمريكا هو نوع من الجهاد الكبير في القضاء على الحضارة الغربية وتدميرها من الداخل و'تخريب 'بيتها البائس بأيديهم وأيدي المؤمنين حتى يتم القضاء عليها ولقد انتصر دين الله [الإسلام] على جميع الأديان الأخرى.
خلال محاكمة مؤسسة الأرض المقدسة في عام 2007، لم تنجح العديد من الوثائق المتعلقة بالإخوان في إقناع المحاكم بأن الإخوان متورطون في أنشطة تخريبية. في إحداها، مؤرخة عام 1984 بعنوان «الإخوان في أمريكا» (الإخوان في أمريكا)، يزعم المؤلف أن أنشطة الإخوان المسلمين في الولايات المتحدة تشمل الذهاب إلى المعسكرات للتدريب على الأسلحة (يشار إليها على أنها عمل خاص من قبل الإخوان المسلمين)، بالإضافة إلى الانخراط في التجسس المضاد ضد الوكالات الحكومية الأمريكية مثل مكتب التحقيقات الفيدرالي ووكالة المخابرات المركزية (يشار إليها باسم تأمين المجموعة). رسم آخر (بتاريخ 1991) الخطوط العريضة لاستراتيجية الإخوان المسلمين في الولايات المتحدة التي تتضمن «القضاء على الحضارة الغربية وتدميرها من الداخل».
تم اكتشاف «المذكرة التوضيحية حول الهدف الاستراتيجي العام للمجموعة في أمريكا الشمالية» في مايو من عام 1991 من قبل رجل يُدعى محمد أكرم عدلوني، أثناء مداهمة مكتب التحقيقات الفيدرالي لمنزل في فرجينيا في عام 2004. تم قبول الوثيقة كمستعرض في خلال محاكمة مؤسسة الأرض المقدسة لعام 2007، والتي اتهمت فيها تلك المجموعة بغسل الأموال. بعد المحاكمة، أصبحت الوثيقة علنية. ولكن، وفقًا لرأي عام 2009 من قبل القاضي الذي يرأس الجلسة، لم يتم اعتبار المذكرة «دليلًا داعمًا» لمخطط غسيل الأموال المزعوم، ولا أي مؤامرة أخرى.
لا تزال الوثائق تُنشر على نطاق واسع في الأوساط الأمريكية المحافظة.
هُزمت محاولات الكونجرس الأمريكي لتمرير تشريع يجرم الجماعة، قدمه الكونجرس الـ 114. تم تقديم مشروع القانون، المسمى قانون تصنيف الإخوان المسلمين للإرهاب لعام 2015، إلى لجنة العلاقات الخارجية بمجلس الشيوخ من قبل السناتور تيد كروز (جمهوري من تكساس). وينص مشروع القانون فيه على أنه يتعين على وزارة الخارجية تصنيف جماعة الإخوان المسلمين على أنها منظمة إرهابية. إذا تم إقراره، فإن مشروع القانون كان سيطلب من وزارة الخارجية تقديم تقرير إلى الكونغرس في غضون 60 يومًا ما إذا كانت المجموعة تتناسب مع المعايير أم لا، وإذا لم تكن كذلك، يجب تحديد المعايير المحددة التي لم تستوفها.  أعلن السناتور كروز التشريع مع النائب ماريو دياز بالارت (حزب الجمهوريين - فلوريدا) في نوفمبر 2015. ومع ذلك، لم يمر.
جاء هذا القانون بعد أن قامت حفنة من الدول الأجنبية بخطوات مماثلة في السنوات الأخيرة بما في ذلك مصر وروسيا والسعودية وغيرها، وبعد ذلك، بحسب كروز، ظهرت أدلة حديثة تشير إلى أن الجماعة تدعم الإرهاب. وزعم السناتور كذلك أن الهدف المعلن للجماعة هو شن جهاد عنيف ضد أعدائها، بما في ذلك الولايات المتحدة، وحقيقة أن إدارة أوباما قد أدرجت العديد من أعضاء الجماعة في قائمة الإرهاب الخاصة بها. كما ذكر كروز أن مشروع القانون «يرفض الوهم القائل بأن [] المؤسسة الأم [لجماعة الإخوان المسلمين] هي كيان سياسي منفصل إلى حد ما عن هذه الأنشطة العنيفة».
ويحدد مشروع القانون ثلاثة كيانات من جماعة الإخوان المسلمين في الولايات المتحدة بما في ذلك مجلس العلاقات الإسلامية الأمريكية (كير)، وهي مجموعة غير ربحية شجبتها الإمارات العربية المتحدة لعلاقاتها مع الإخوان المسلمين. وتعتبر هذه الجماعة من قبل الحكومة المصرية لوبي جماعة الإخوان في الولايات المتحدة. الكيانان الآخران هما الجمعية الإسلامية لأمريكا الشمالية (ISNA) والصندوق الإسلامي لأمريكا الشمالية (NAIT).
يعتقد المحافظون في الكونجرس أن الجماعة هي أرض خصبة للإسلام الراديكالي. كانت المحاولات السابقة التي بذلت في العام السابق من قبل النائبة ميشيل باخمان (من الحزب الجمهوري)، لكنها فشلت إلى حد كبير بسبب مزاعمها بأن هوما عابدين، مساعد هيلاري كلينتون، كان له صلات بالمنظمة، وهو بيان رفضه حزب الديمقراطيين المؤسسين. والجمهوريين.
في فبراير 2016، وافقت اللجنة القضائية في مجلس النواب على التشريع بأغلبية 17 صوتًا مقابل 10 أصوات، والتي إذا تم سنها يمكن أن تزيد من أسباب إنفاذ العقوبات الجنائية وتعطي الإذن لوزير الخزانة لمنع المعاملات المالية وتجميد الأصول لأي شخص أظهر دعمًا ماديًا. للمجموعة.  يدعي العلماء المعارضون لهذا التصنيف أن الجماعة ببساطة تروج للإسلاموية، أو للاعتقاد بأن المجتمع يجب أن يُحكم وفقًا للقيم الإسلامية والشريعة الإسلامية.
درست الإدارات الرئاسية الأمريكية السابقة ما إذا كانت ستصنف جماعة الإخوان المسلمين كمنظمة إرهابية أجنبية وقررت عدم القيام بذلك.  خلال إدارة جورج دبليو بوش، حققت الحكومة الأمريكية في جماعة الإخوان المسلمين والجماعات الإسلامية المرتبطة بها، ولكن «بعد سنوات من التحقيقات ... الولايات المتحدة وحكومات أخرى، بما في ذلك سويسرا، أغلقت التحقيقات مع قادة الإخوان والمجموعة المالية. لعدم وجود أدلة، وإزالة معظم القادة من قوائم العقوبات».  كما تعرضت إدارة أوباما لضغوط لتصنيف جماعة الإخوان المسلمين كمنظمة إرهابية، لكنها لم تفعل ذلك.  خلال عهد دونالد ترامب الإدارة، كانت هناك خطوات جادة نحو تصنيف جماعة الإخوان المسلمين على أنها منظمة إرهابية.

## روابط خارجية
| - عن التنظيم الدولي للاخوان بقلم: د. رفعت السعيد، جريدة الأهرام المصرية (العدد 43958)، 14 أبريل 2007م أو من العربية نت - حوار الدكتور كمال الهلباوي مع جريدة الشرق الأوسط حول التنظيم العالمي لجماعة الإخوان المسلمين[وصلة مكسورة]، 17 فبراير 2006م - العلاقات الدولية للإخوان كما يراها يوسف ندا ح1، برنامج شاهد علي العصر، قناة الجزيرة، 4 أغسطس 2002م - يوسف ندا لبي بي سي: لا يوجد تنظيم دولي للاخوان، بي بي سي، 26 أكتوبر 2009 | - أبرز تنظيم ديني في القرن الـ 21 :60 عاما على اغتيال البنا: الإخوان من جمعية دعوية إلى تنظيم دولي، العربية نت، 12 فبراير 2009 - الحلقة الثامنة والأخيرة أكتوبر تنفـرد بنشــــر قائمـة أسماء التنظيم النسائى الدولى، مجلة أكتوبر، 6 ديسمبر 2009 - الإخوان المسلمون في مصر - التنظيم الدولي للإخوان، برنامج تحت المجهر، قناة الجزيرة، 27 مايو 2004 - تقرير جريدة الأهرام عن التنظيم الدولي للإخوان وفروعه في النمسا، وكالة أنباء يورو عرب برس، 13 يوليو 2009 |